# Lada Revolution III
На автосалоні в Парижі 2008 року АВТОВАЗ представив концепт спортивної машини LADA Revolution III. На міжнародному салоні у Франкфурті в 2009 році був представлений дорожньо-ходовий макет LADA Revolution III, після чого було проведено цикл дорожніх випробувань на гоночній трасі «Нюрбургрінг» у Німеччини.
LADA Revolution III оснащений 2-літровим бензиновим двигуном з турбонаддувом, що розвиває максимальну потужність 245 к.с. при 6000 об/хв (крутний момент становить 310 Нм при 5500 об / хв). Розгін з місця до 100 км / год здійснюється за 5,9 секунд. Таким чином, характеристики спортивного автомобіля стали кращими, ніж у його гоночного прототипу Lada Revolution.